# شجرة اللبلاب
شجرة اللبلاب، رواية من تأليف الكاتب والروائيّ المصريّ الراحل محمد عبد الحليم عبد الله صدرت للمرة الأولى في عام 1949، واقتُبس عنها فيلم سينمائي عُرض في عام 1959 بعنوان «عاشت للحب» أخرجه السيد بدير وهو من بطولة كمال الشناوي وزبيدة ثروت، كما تحوّلت إلى مسلسل تليفزيوني بعنوان «شجرة اللبلاب» عُرض في عام 1976 أخرجه عبد المنعم شكري وقام ببطولته محمود عبد العزيز وسهام منصور.

## عن الرواية
تدور أحداث رواية شجرة البلاب في حقبة أربعينيات القرن العشرين حول "حسني" الصبي الصغير الذي تموت والدته وهو في الخامسة من عمره تاركة إياه وأخته "هنية" لأب فظ قاس في الخمسينات من عمره يعتقد أنه أكثر الناس ذكاءًا وسرعان ما يتزوج هذا الأب من امرأة تصغره بثلاثين عام تُسيء معاملة ابنيه وتمر السنوات لتتزوج "هنية" تاركة "حسني" لسوء معاملة أبيه وزوجة أبيه التي يكتشف ذات يوم أنها تخون والده مع ابن عمها فتتشوه صورة المرأة في وجدان "حسن" ويكبر كارها للنساء. يسافر "حسن" بعد ذلك إلى القاهرة ليلتحق بالمدرسة الثانوية ويسكن حي باب الحديد في بيت "غانم" الذي يمت له بصلة قرابة فيستغله "غانم" في العمل معه بعد العودة من المدرسة نظير تكلفة مسكنه ومأكله، كما تستغله زوجة غانم في إعداد الشاي والقهوة لها ولضيوفها داخل المنزل ليكتشف "حسني" ذات يوم وهو عائد من المدرسة أن "غانم" يخون زوجته مع إحدى النساء. يترك "حسني" منزل "غانم" وزوجته ليعيش بمفرده في غرفة فوق سطح أحد المنازل بمنطقة قلعة الكبش، وهناك يجمعه حب متبادل ب"زينب" ابنة صاحب البيت التي ترسل خادمتها ذات يوم بالخيوط والمسامير لكي تصل شجرة اللبلاب التي زرعتها إلى سطح المنزل فتصبح شجرة اللبلاب هي رسول الغرام ما بين المحبين "حسن" و"زينب" يهز أحدهما الشجرة فيعرف الآخر أنه يناديه ليتحدثا. ذات مرة يُمازح "حسني" صديقه متعدد العلاقات الذي يحتفظ بصور فتيات كثيرات كن عشيقات له فيخطف صورة لإحدى الفتيات مراهنًا صديقه أن يخطف منه هذه الفتاة ويجعلها تقع في حبه وبمُجرد أن يُطالع "حسني" الصورة يكتشف أنها "هنية" أخته فينهار ويبكي ويتأجج كرهه للنساء وخوفه من خيانتهن، ويحتدم الصراع داخل نفس "حسني" بين قلبه المحب ل"زينب" وبين كراهيته لكل من عرف من نساء خائنات فيبتعد عنها عائدًا إلى بلدته بعدما أنهى دراسته الثانوية ولا يرد على خطاباتها، وحين يعود للقاهرة للالتحاق بكلية الهندسة يذهب إلى غرفته بقلعة الكبش فيجد شجرة البلاب قد ذبلت ويعرف أن "زينب" قد ماتت.

## الأبحاث الأكاديمية والدراسات النقدية حول الرواية
كانت رواية شجر اللبلاب موضوعًا لعدد من الأبحاث الأكاديمية والدراسات النقدية، ومنها:
- دراسة بعنوان «منظور القص في رواية محمد عبد الحليم عبد الله (شجرة اللبلاب)» أعدها الباحث وجيه عبد الفتاح أحمد مطر ونشرتها مجلة كلية الآداب بجامعة سوهاج في عددها الرابع والثلاثين في مارس 2013.[7]
- دراسة بعنوان «الواقع والمتخيل في رواية "شجرة اللبلاب" لمحمد عبد الحليم» أعدتها الباحثة هدى لعويجي ونُشرت في عام 2019.[8]

## الجوائز والتكريمات
- نال الكاتب محمد عبد الحليم عبد الله جائزة وزارة المعارف عن رواية شجرة اللبلاب في عام 1949.

## روابط خارجية
- صفحة الكتاب على موقع جود ريدز
- صفحة الكتاب على موقع أبجد